# 格里尼奥尔斯
格里尼奥尔斯（法語：Grignols，法語發音：[ɡʁiɲɔls]）是法国吉伦特省的一个市镇，属于朗贡区。

## 地名
名称拼写相同的市镇在法国的多尔多涅省亦有出现，不过其末尾的“s”不发音，而此地的发音。

## 地理
格里尼奥尔斯（44°23'16"N, 0°2'38"W）面积22.7 平方千米，位于法国新阿基坦大区吉倫特省，该省份为法国西南部沿海省份，是法國本土面积最大的省，北起滨海夏朗德省，西临大西洋，南至朗德省，东南接洛特-加龍省，东临多爾多涅省。
与格里尼奥尔斯接壤的市镇（或旧市镇、城区）包括：库尔莱班、科维尼亚克、马塞耶、西加朗、西拉、科屈蒙、罗梅斯坦。
格里尼奥尔斯的时区为UTC+01:00、UTC+02:00（夏令时）。

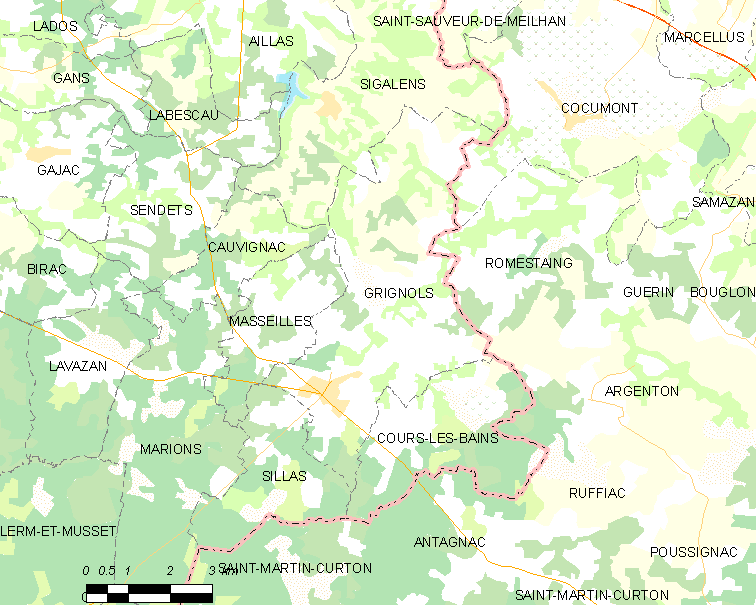
格里尼奥尔斯的OSM定位图

## 行政
格里尼奥尔斯的邮政编码为33690，INSEE市镇编码为33195。

## 政治
格里尼奥尔斯所属的省级选区为南吉伦特县。

## 人口

1962-2008年间格里尼奥尔斯人口变化图示

格里尼奥尔斯于2022年1月1日时的人口数量为1209人。